# Assur-ketti-leser
Aššur-ketta-lēšir (II.) (auch Aššur-ketti-lešer) war ein Vasall Tukulti-apil-Ešarras I. aus der Tabetu-Dynastie, der im Bereich des Zusammenflusses von Chabur und Euphrat sein beherrschtes Territorium hatte. Im Chaburtal nahm er mit Dur Aššur-ketti-lešer eine Stadtneugründung vor, die mit dem heutigen Tall Bderi identifiziert wird. Da er offensichtlich begann, sein Territorium zu erweitern, schritt der assyrische Großkönig schließlich gegen ihn ein.